# 1501
| [ Edytuj tabelę ]                          | |
| Król Polski                                | - 1492 Jan I Olbracht 1501 - 1501 Aleksander Jagiellończyk 1506 |
| Współksiążęta Andory                       | - 1472 Pere de Cardona 1512 - 1483 Katarzyna z Nawarry 1512 - 1484 Jan III 1516 |
| Król Anglii                                | - 1485 Henryk VII 1509 |
| Król Aragonii i Walencji, hrabia Barcelony | - 1479 Ferdynand Aragoński 1516 |
| Władca Azteków                             | - 1486 Ahuitzotl 1502 |
| Elektor Brandenburgii                      | - 1499 Joachim I Nestor 1535 |
| Książę Bawarii-Landshut                    | - 1479 Jerzy Bogaty 1503 |
| Książę Bawarii-Monachium                   | - 1460 Zygmunt 1501 - 1465 Albert IV Mądry 1503 |
| Sułtan Brunei                              | - 1473 Bolkiah 1521 |
| Cesarz Chin                                | - 1487 Hongzhi 1505 |
| Król Czech                                 | - 1490 Władysław II Jagiellończyk 1516 |
| Król Danii                                 | - 1481 Jan Oldenburg 1513 |
| Dalajlama                                  | - 1475 Gendun Gjaco 1541 |
| Władca Egiptu                              | - 1500 Dżanpulat 1501 - 1501 Al-Adil Tumanbaj 1501 - 1501 Kansuh al-Ghauri 1516 |
| Cesarz Etiopii                             | - 1494 Naod 1508 |
| Król Francji                               | - 1498 Ludwik XII 1515 |
| Hrabia Holandii                            | - 1494 Filip I Piękny 1506 |
| Szach Iranu                                | - 1501 Isma’il I 1524 |
| Władca Inków                               | - 1493 Huayna Capac 1527 |
| Lord Irlandii                              | - 1485 Henryk VII Tudor 1509 |
| Cesarz Japonii                             | - 1500 Go-Kashiwabara 1526 |
| Kalif                                      | - 1497 Al-Mustamsik 1508 |
| Król Kastylii i Leónu                      | - 1474 Izabela I Katolicka 1504 |
| Patriarcha Konstantynopola                 | - 1498 Joachim I 1502 |
| Władca Korei                               | - 1494 Yŏngsan 1506 |
| Wielki książę litewski                     | - 1492 Aleksander Jagiellończyk 1506 |
| Sułtan Maroka                              | - 1472 Muhammad asz-Szajch al-Mahdi 1505 |
| Senior Monako                              | - 1494 Jan II 1505 |
| Wielki książę moskiewski                   | - 1462 Iwan III Srogi 1505 |
| Król Nawarry                               | - 1484 Katarzyna z Nawarry i Jan d’Albret 1516 |
| Król Norwegii                              | - 1483 Jan Oldenburg 1513 |
| Sułtan Omanu                               | - 1500 Muhammad ibn Isma’il 1529 |
| Elektor Palatynatu                         | - 1476 Filip 1508 |
| Papież                                     | - 1492 Aleksander VI 1503 |
| Król Portugalii                            | - 1495 Manuel I 1521 |
| Cesarz Rzymski (niemiecki)                 | - 1493 Maksymilian I Habsburg 1519 |
| Kapitanowie Regenci San Marino             | - 1500 Francesco di Girolamo Belluzzi Simone di Antonio Belluzzi 1501 - 1501 Antonio di Polinoro Lunardini Fabrizio di Pier Leone Corbelli 1501 - 1501 Cristoforo di Giacomino di Bartolo Biagio di Bartolo Pasini 1502 |
| Elektor Saksonii                           | - 1486 Fryderyk I Mądry 1525 |
| Król Szkocji                               | - 1488 Jakub IV 1513 |
| Król Szwecji                               | - 1497 Jan Oldenburg 1501 - 1501 Sten Sture Starszy 1503 |
| Król Tajlandii                             | - 1491 Ramathibodi II 1529 |
| Sułtan Turków                              | - 1481 Bajazyd II 1512 |
| Doża Wenecji                               | - 1486 Agostin Barbarigo 1501 - 1501 Leonardo Loredano 1521 |
| Król Węgier                                | - 1490 Władysław II 1516 |
| Cesarz Wietnamu                            | - 1497 Lê Hiến Tông 1504 |
| Wielki mistrz zakonu krzyżackiego          | - 1498 Fryderyk Wettyn 1510 |

Rok 1501 / MDI
stulecia: XV wiek ~
XVI wiek ~
XVII wiek

lata: 1491 «
1496 «
1497 «
1498 «
1499 «
1500 «
1501
» 1502
» 1503
» 1504
» 1505
» 1506
» 1511

## Wydarzenia w Polsce
- od początku lutego do 6 marca – w Piotrkowie obradował sejm[1].
- 2 marca – w Wilnie zawarto antyrosyjskie przymierze litewsko-krzyżackie.
- od września do 4 października – w Piotrkowie obradował Sejm elekcyjny[1].
- 2 października – Sejm w Piotrkowie wybrał Aleksandra Jagiellończyka na króla Polski.
- 23 października – król Aleksander Jagiellończyk zatwierdził polsko-litewską Unię mielnicką.
- 25 października – Aleksander Jagiellończyk nadał senatowi przywilej mielnicki.
- 4 listopada – wojna litewsko-moskiewska: klęska armii litewskiej pod Mścisławiem.
- 8 grudnia – królewicz Zygmunt otrzymał w lenno Księstwo opawskie.
- 12 grudnia – w Krakowie rozpoczął się sejm koronacyjny[1].
- 12 grudnia – katedra wawelska: Aleksander Jagiellończyk koronowany został na króla Polski przez najmłodszego syna Kazimierza Jagiellończyka, swojego brata – arcybiskupa gnieźnieńskiego i prymasa Polski kardynała Fryderyka Jagiellończyka w obecności m.in. Elżbiety Rakuszanki.
- Brok otrzymał prawa miejskie.

## Wydarzenia na świecie
- 20 maja – portugalski żeglarz João da Nova odkrył Wyspę Wniebowstąpienia na południowym Atlantyku.
- 10 sierpnia – założono Nowe Miasto nad Metują (Czechy).
- 13 września – Michał Anioł rozpoczął pracę nad rzeźbą Dawida.
- 1 listopada – Amerigo Vespucci odkrył Zatokę Wszystkich Świętych i zszedł na ląd na terenie dzisiejszego brazylijskiego miasta Salvador.
- 4 listopada – Katarzyna Aragońska, późniejsza żona Henryka VIII, spotkała się z Arturem Tudorem, którego żoną została 14 listopada.
- 14 listopada – odbył się ślub Artura Tudora, najstarszego syna króla Anglii Henryka VII i Katarzyny Aragońskiej, córki Ferdynanda II Aragońskiego i Izabeli I Kastylijskiej.
- Wydano drukiem dzieła Wergiliusza.
- Wojska Ludwika XII zajęły Neapol.
- Mikołaj Kopernik rozpoczął studia medyczne w Padwie i kontynuował studia prawnicze.
- Descharges z Brestu stworzył we Francji pierwsze otwory na działa w burtach okrętów.

## Urodzili się
- 17 stycznia – Leonhart Fuchs, niemiecki lekarz i botanik, naturalista renesansowy (zm. 1566)
- 23 marca – Pierandrea Matthioli, włoski naturalista–botanik i lekarz epoki renesansu (zm. 1578)
- 20 czerwca – Clemente d'Olera, włoski kardynał, generał franciszkanów (zm. 1568)
- 24 września – Girolamo Cardano, włoski matematyk, filozof, astrolog i lekarz epoki Renesansu (zm. 1576)
- 14 listopada - Anna Oldenburska, regentka Fryzji Wschodniej (zm. 1575)

## Zmarli
- 20 maja – Kolumba z Rieti, włoska dominikanka, błogosławiona katolicka (ur. 1467)
- 17 czerwca – Jan I Olbracht, król Polski (ur. 1459)
- 20 września – Agostin Barbarigo, doża Wenecji (ur. ok. 1420)
- Data dzienna nieznana: 
  - Jan Ostroróg, doradca polskich królów, twórca i publicysta polityczny, autor dzieła Memoriał o urządzeniu Rzeczypospolitej (ur. 1436).